# V Lisovech
V Lisovech je přírodní rezervace poblíž obce Jihlávka v okrese Pelhřimov v nadmořské výšce 645–645 metrů. Oblast spravuje Krajský úřad Kraje Vysočina.
Hlavním předmětem ochrany jsou dva rybníčky a okolní mokřady, rákosiny a rašelinné louky, které hostí význačná prameništní a rašelinná společenstva s výskytem řady vzácných a ohrožených rostlinných a živočišných druhů. Posláním rezervace je zachování velmi cenných mokřadních společenstev, udržení podmínek pro trvalý výskyt, ohrožených druhů rostlin a živočichů a zamezení všech vlivů, negativně zasahujících do ekologické stability a druhové diverzity zvláště chráněného území.

## Geologie

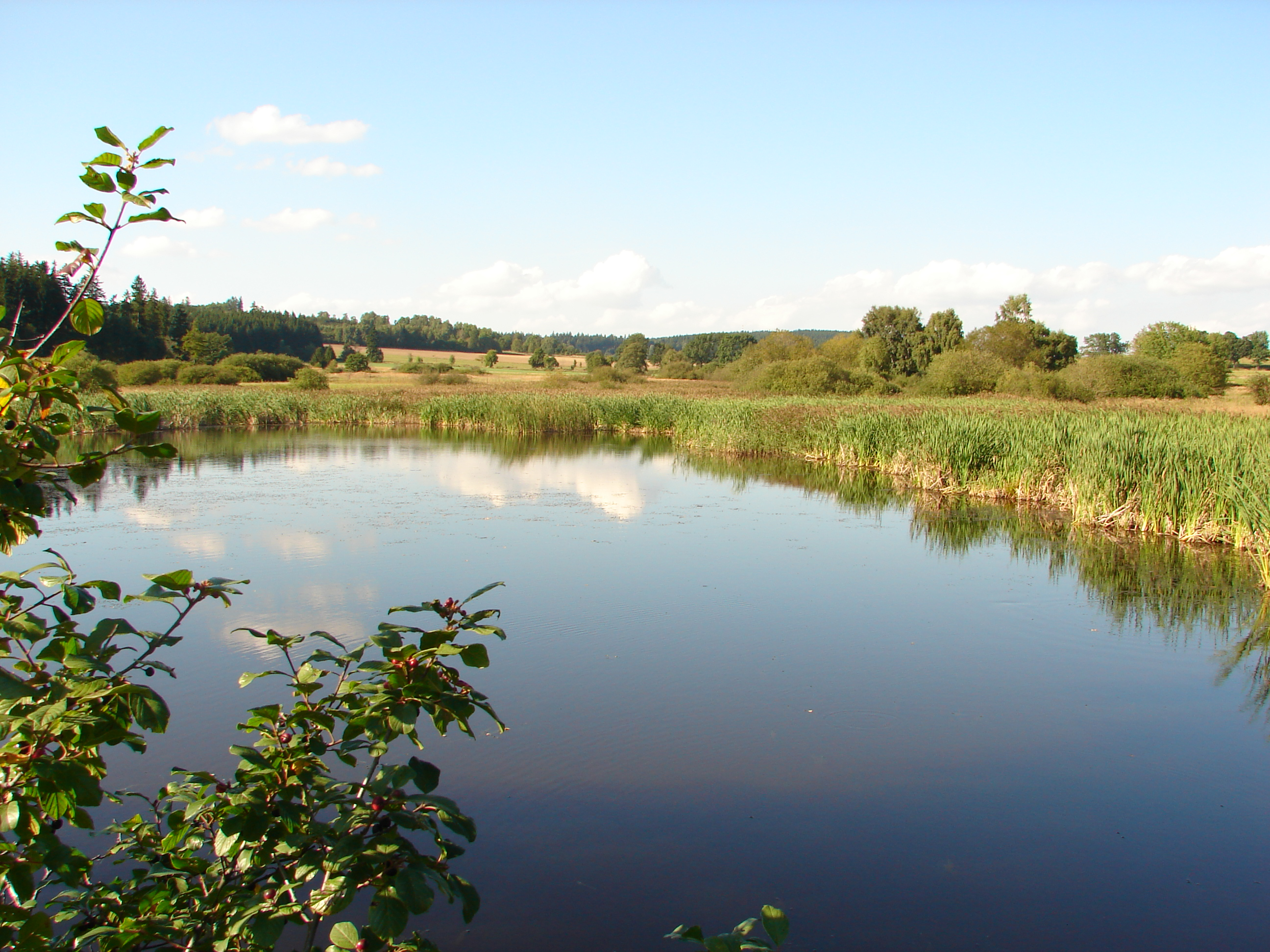
V Lisovech: Kačerák

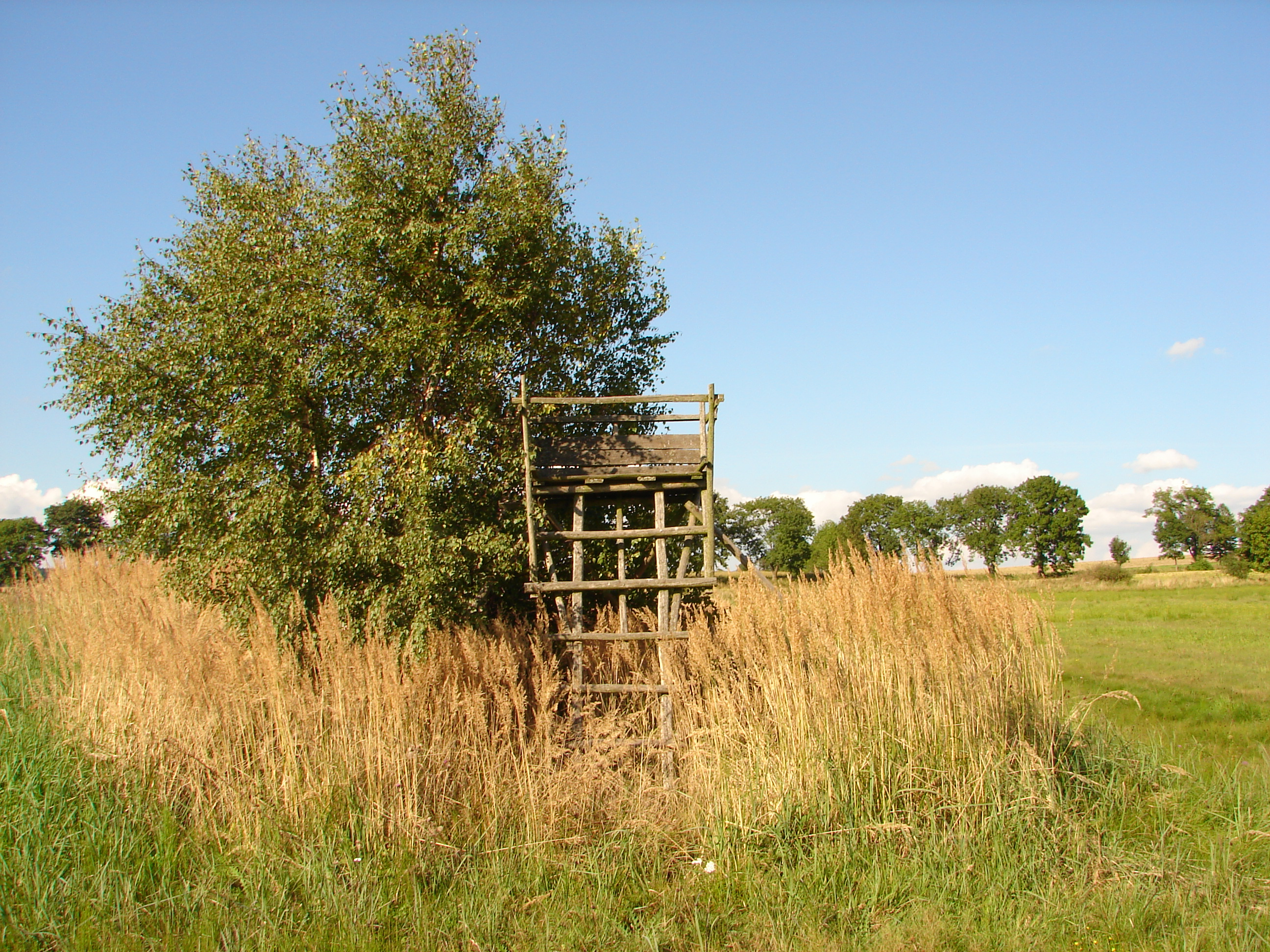
posed, malá vodní plocha a třtina křovištní

Cordieritické ruly až nebulitické migmaty tvoří horninový podklad této lokality. Na západním okraji PR jsou vystřídány dvojslídným granitem až adamellitem mrákotínského typu. Většinu území pokrývají deluviální hlinitopísčité až hlinitokamenité sedimenty pleistocenního stáří, avšak okolí pramenišť tvoří rašelinná ložiska s maximální mocností do 160 cm.
Vlhkostní poměry daly vzniknout jednak organozemi typické a glejové, gleji organozemní a typické a pseudogleji typické. Na hydromorfní půdy navazuje kambizem pseudoglejová a dystrická.

## Flora
Ostřicovo-rašeliníková společenstva přechodových rašelinišť svazu Sphagno recurvi-Caricion canescentis s menšími fragmenty rašeliništních společenstev svazu Caricion demissae a Eriophorion gracilis tvoří nejcennější porosty této lokality a nacházejí se na západním a severozápadnísevero břehu prostředního rybníka Kačerák. Litorální zóna tohoto rybníka je vyvinutá velmi dobře a je tvořena společenstvy rákosin svazu Phragmition communis, která přecházejí k ostřicovým formacím svazu Caricion rostratae. Na okrajových plochách území se nacházejí vlhké louky svazů Caricion fuscae a Calthion, sušší místa pak osídlují krátkostébelné smilkové formace svazu Violion caninae. Část plochy původního rašeliniště je v současné době pokryta terestrickou rákosinou.
V přírodní rezervaci se vyskytují druhy: suchopýrek alpský (Trichophorum alpinum), ostřice mokřadní (Carex limosa), o. plstnatoplodá (Carex lasiocarpa), o. blešní (Carex pulicaris) a o. dvoumužná (Carex diandra), všivec bahenní (Pedicularis palustris), všivec ladní (Pedicularis sylvatica), vachta trojlistá (Menyanthes trifoliata), prstnatec májový (Dactylorhiza majalis), tolije bahenní (Parnassia palustris), klikva bahenní (Oxycoccus palustris), kapradiník bažinný (Thelypteris palustris), vrba rozmarýnolistá (Salix rosmarinifolia), suchopýr širolistý (Eriophorum latifolium), kozlík dvoudomý (Valeriana dioica), zábělník bahenní (Comarum palustre), kuklík potoční (Geum rivale), fytogeograficky pozoruhodný pcháč různolistý (Cirsium helenoides). Autoři publikace uvádí, že během průzkumu v roce 1996 zde byla nalezena kriticky ohrožená třtina tuhá (Calamagrostis stricta) a v současnosti se jedná o druhou recentní lokalitu tohoto druhu v ČR. V území je sporadicky vyvinut nálet dřevin a cenná společenstva jsou ohrožena šířením terestrických rákosin a expanzí tužebníku jilmového (Filipendula ulmaria) a třtiny křovištní (Calamagrostis epigejos).
Lokalita V lisovech je velmi významná i z bryologického hlediska. Nachází se zde 55 druhů, z toho 17 druhů červeného seznamu ČR (2 VU, 5 LR-nt, 10 LC-att), 15 druhů červeného seznamu Vysočiny (3 rVU, 6 rLR-nt, 6 rLC-att); jedna z největších populací evropsky ohroženého mechu Hamatocaulis vernicosus (srpnatka fermežová) na Českomoravské vrchovině, udáván je i výskyt řady dalších ohrožených a vzácných mechorostů - Scorpidium cossonii, Calliergon giganteum, Campylium stellatum.

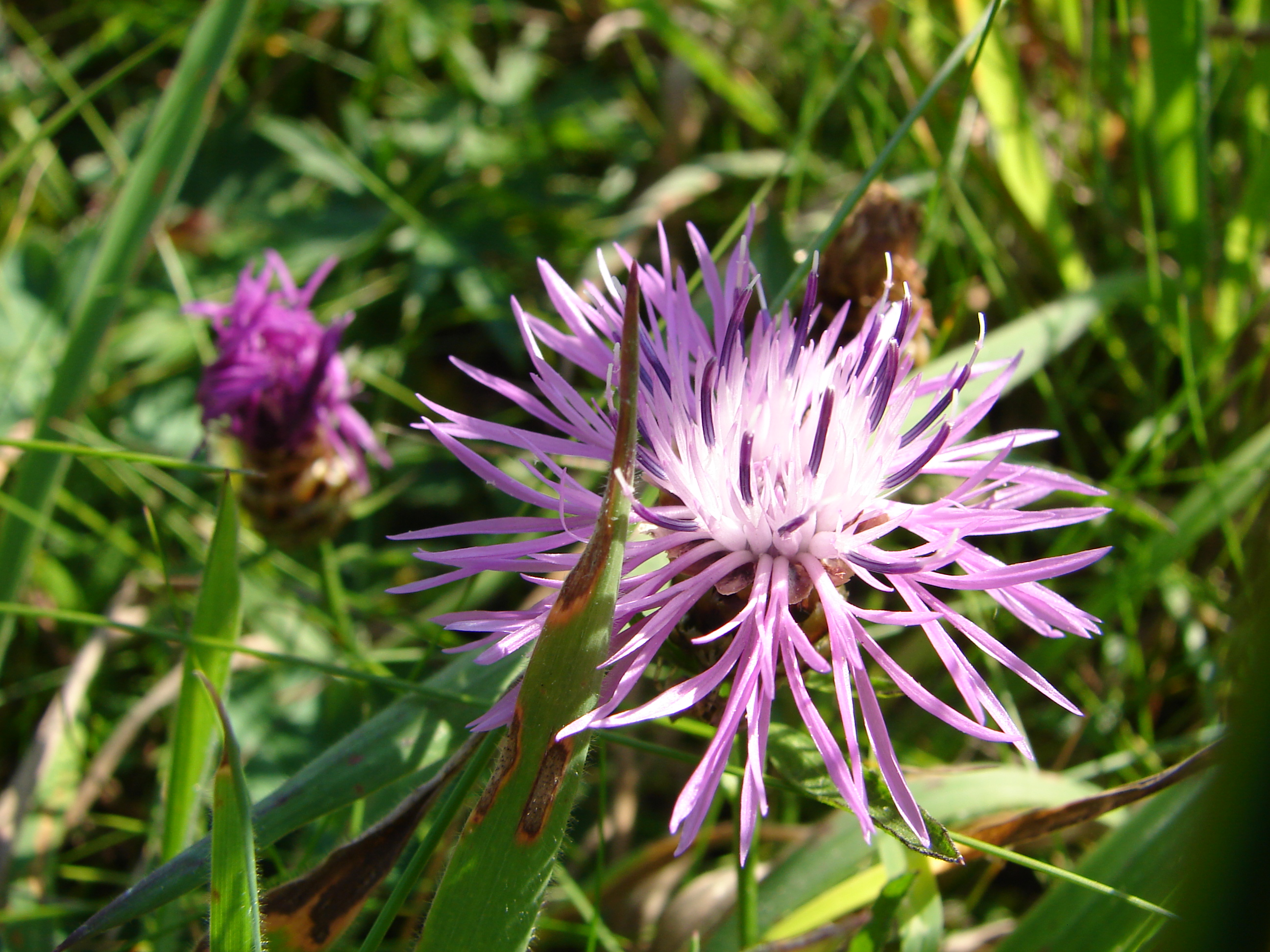
Chrpa
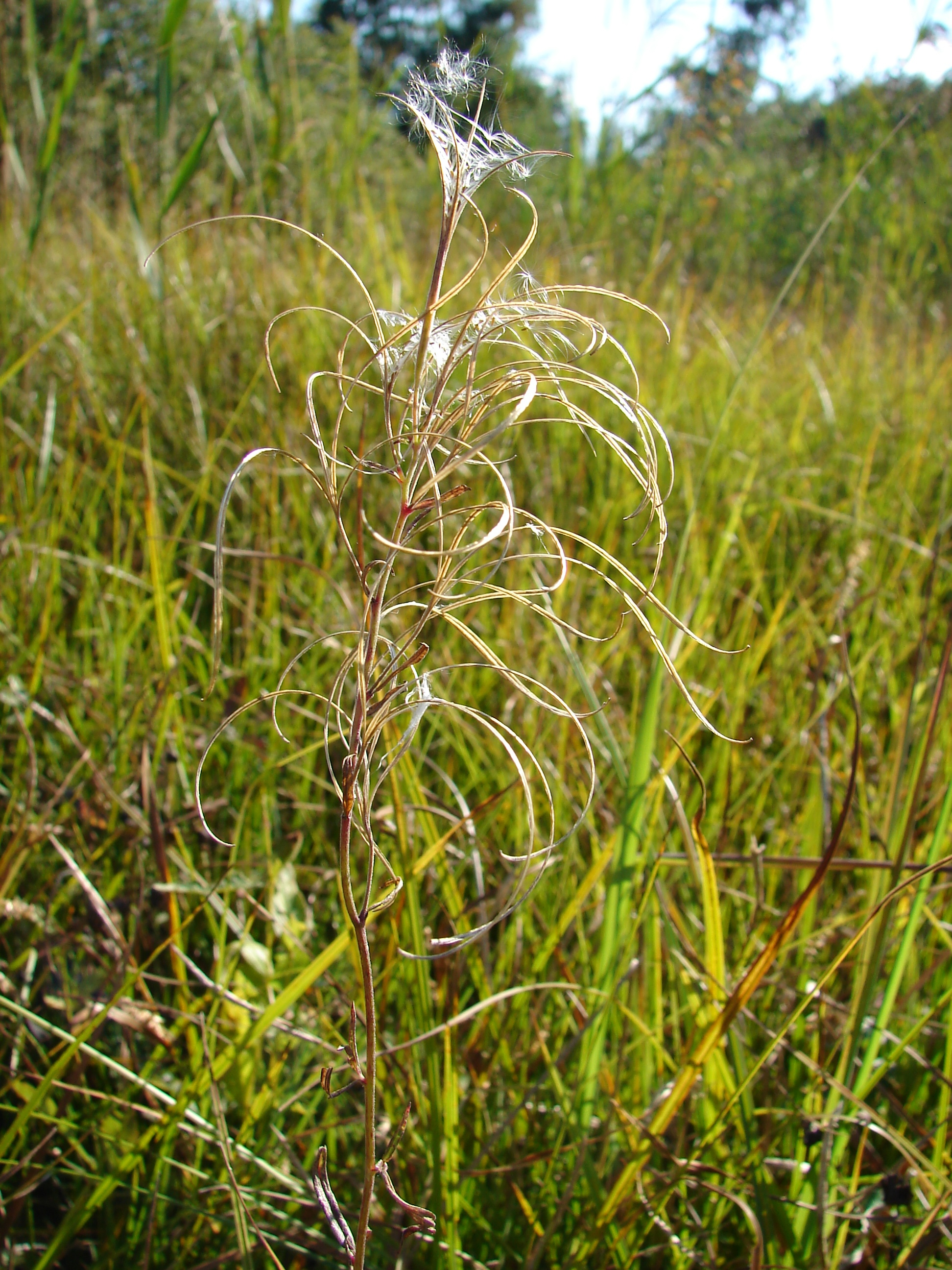
V Lisovech
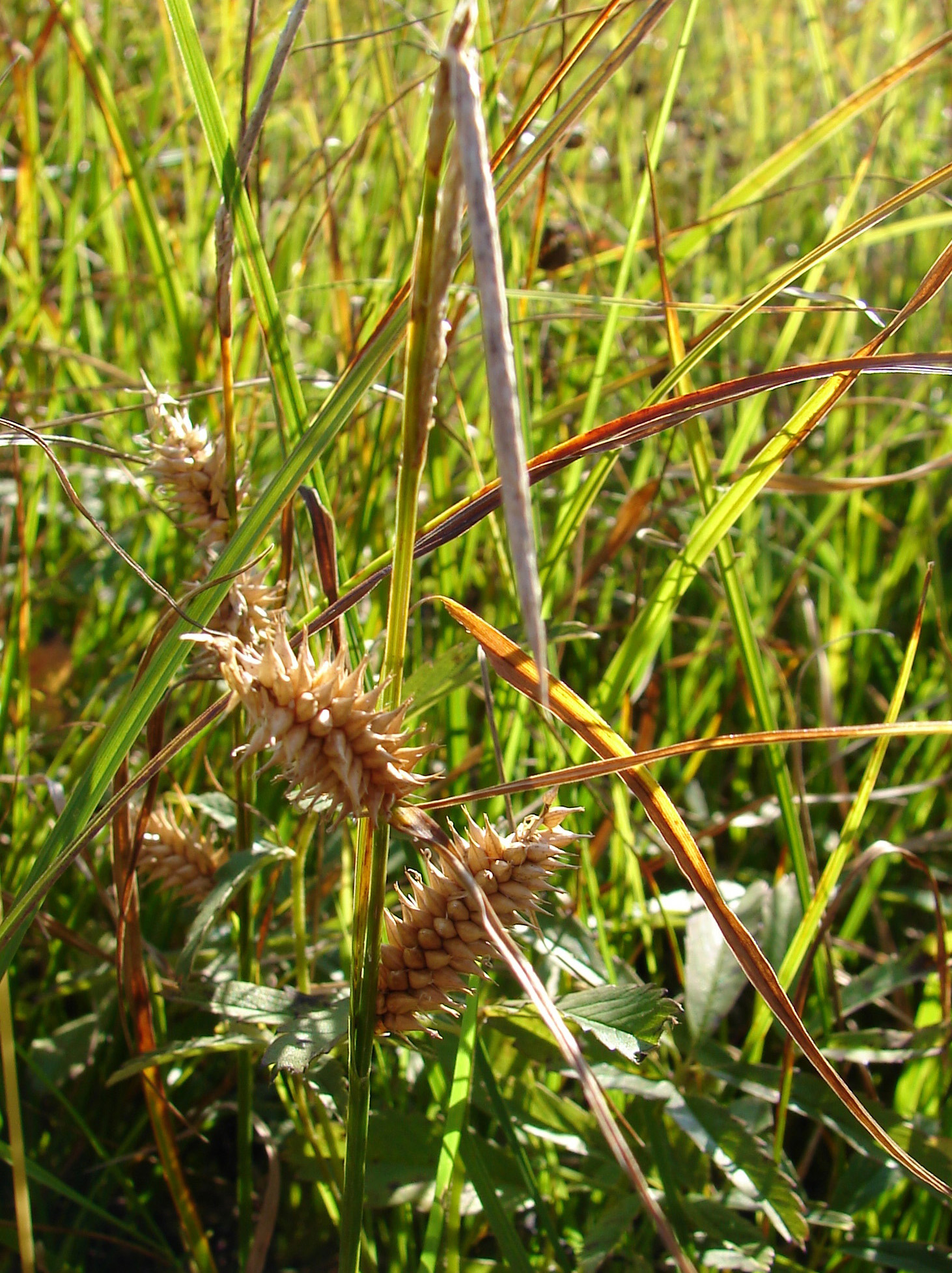
V Lisovech
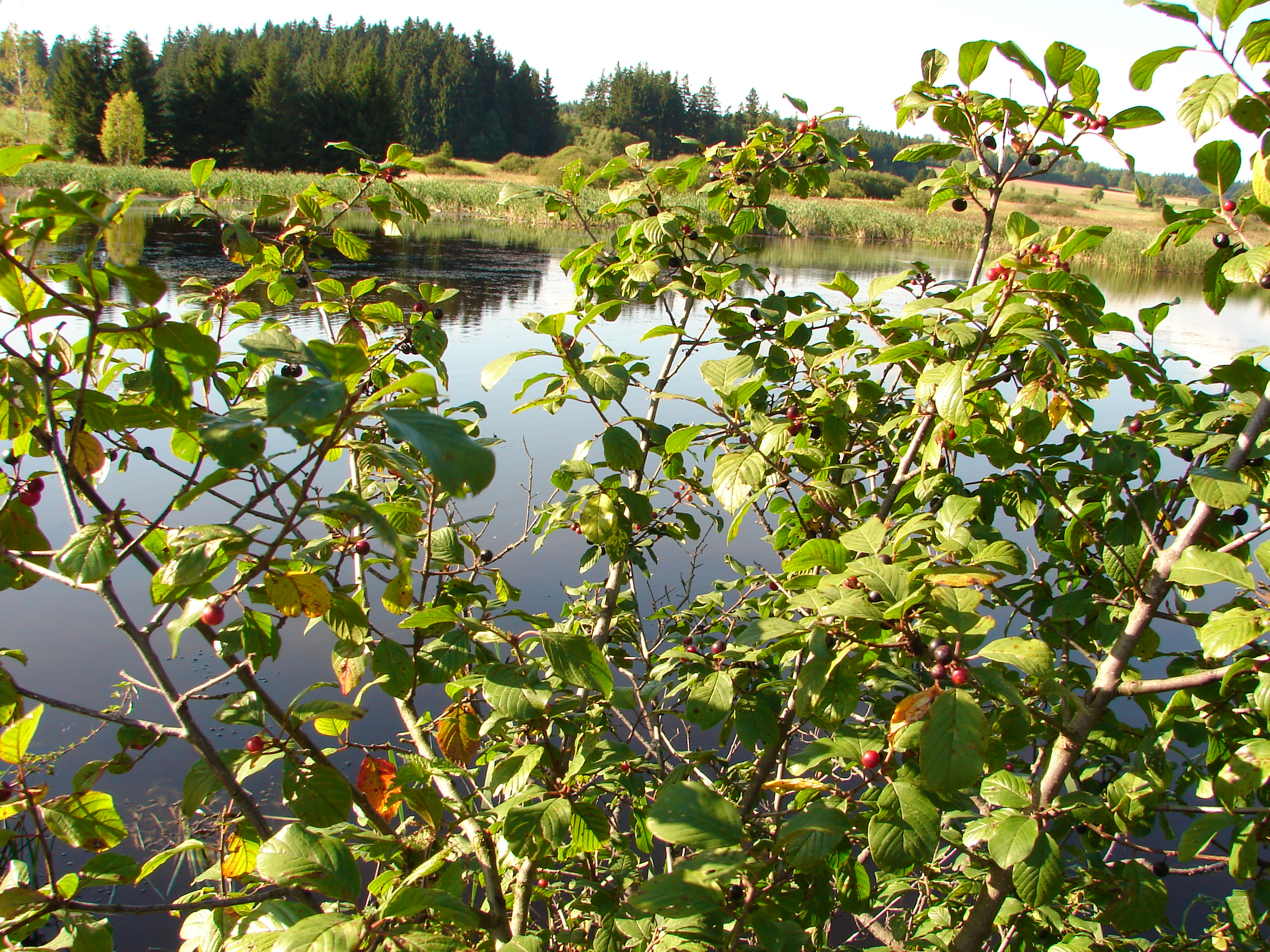
Krušina olšová

## Fauna
V PR se nachází velké množství bezobratlých živočichů, nejsou však blíže určeny. Litorální porosty osidlují můry Archanara spargenii a Nonagria typhae. V rybnících lze nalézt škebli rybničnou (Anodonty cygnea). Žijí zde zmije obecná (Vipera berus) a ještěrka živorodá (Zootoca vivipara). Útočiště zde má i ptactvo, jako např. bekasina otavní (Gallinago gallinago), moták pochop (Circus aeruginosus), bramborníček hnědý (Saxicola rubetra), linduška luční (Anthus pratensis), cvrčilka zelená (Locistella naevia), cvrčilka říční (L. fluviatilis), ťuhýk šedý (Lanius excubitor). Také vodní ptáci zde mají svá útočiště. Jsou to chřástal vodní (Rallus aquaticus), slípka zelenonohá (Gallinula chloropus), vodouš kropenatý (Tringa ochropus), potápka malá (Tachybaptus ruficollis) a kopřivka obecná (Anas strepera). Potravu si zde hledá nejen ledňáček říční (Alcedo atthis), ale i volavka popelavá (Ardea cinerea) a včelojed lesní (Pernis apivorus).

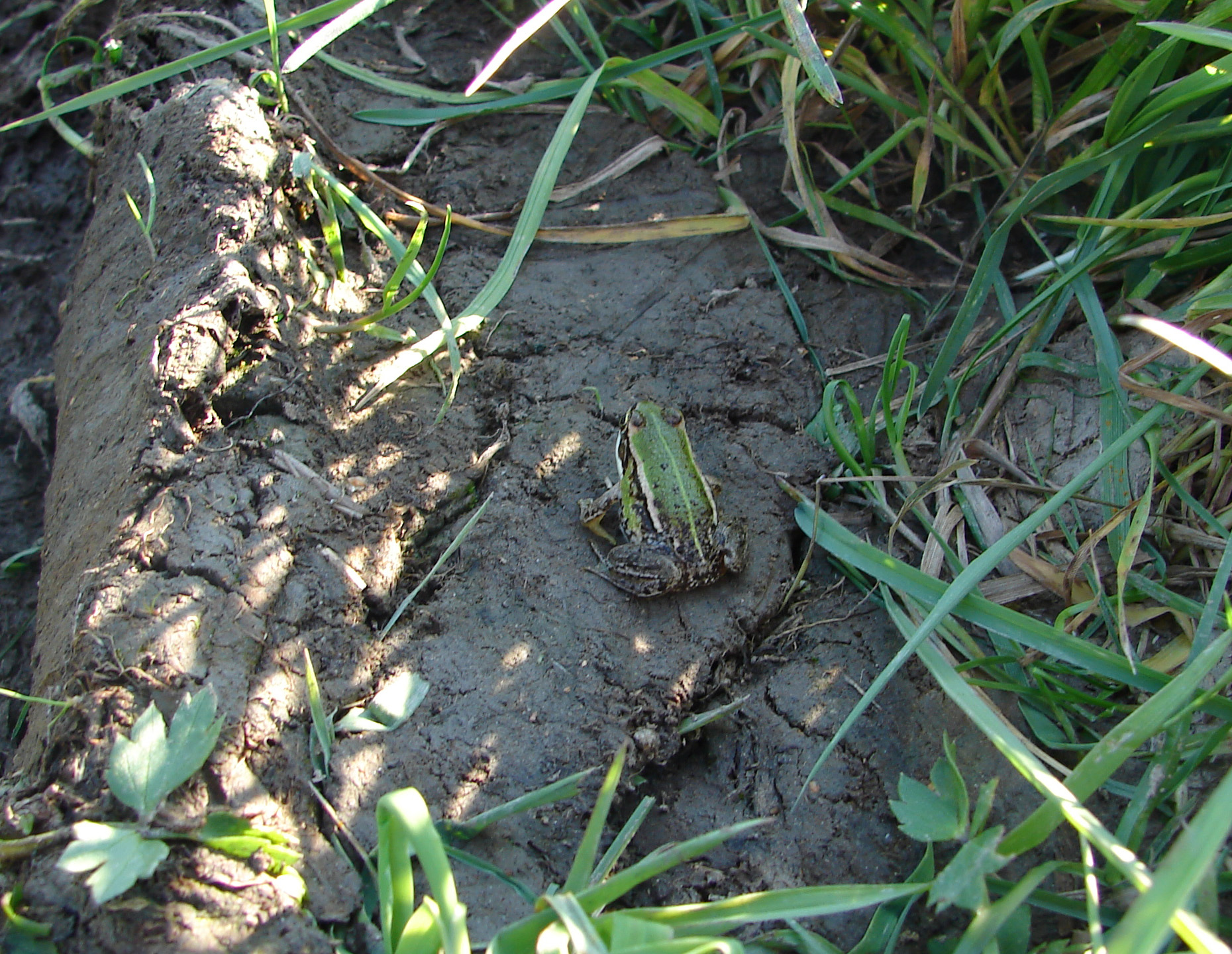
V Lisovech: skokan zelený
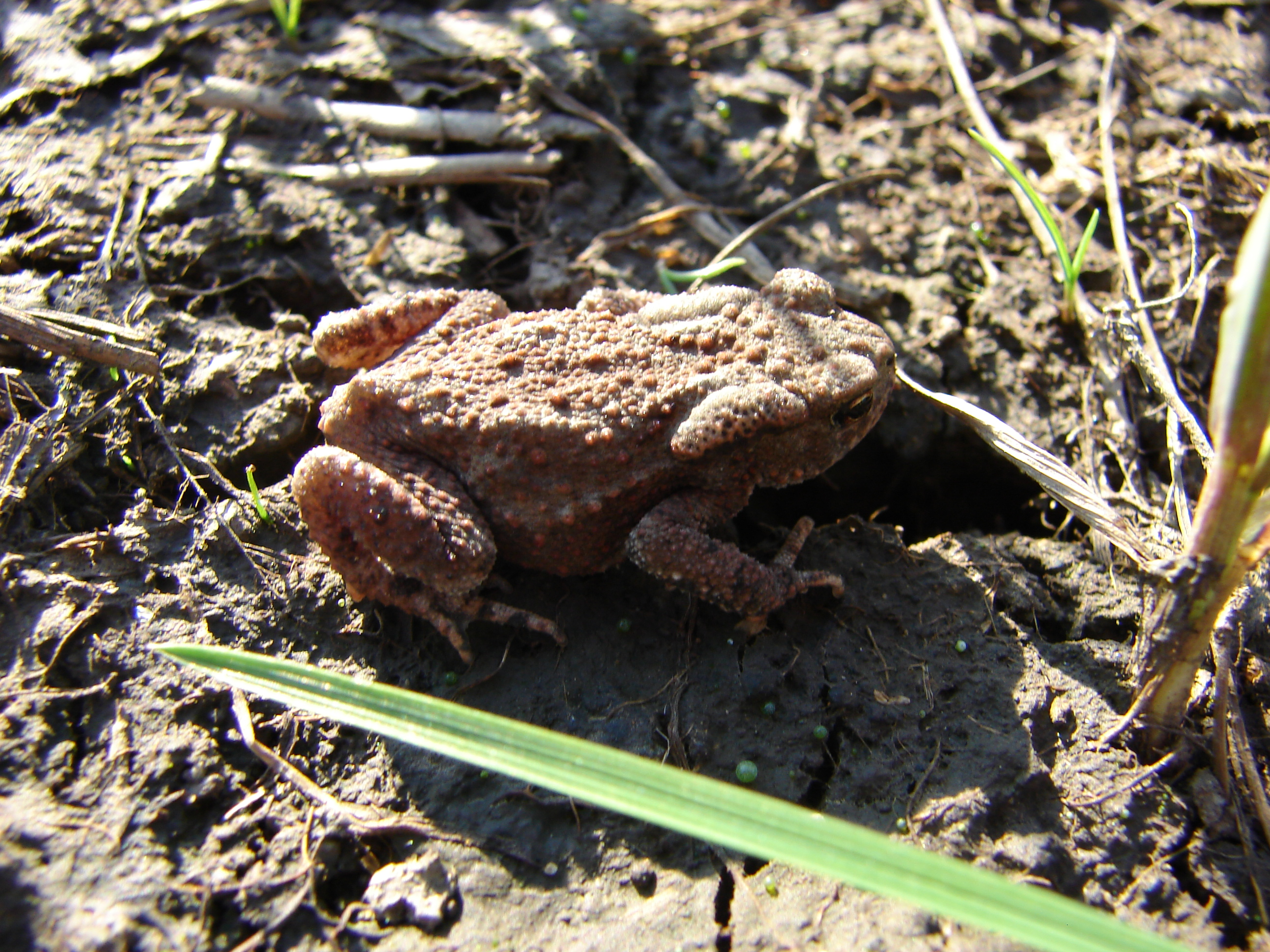
V Lisovech
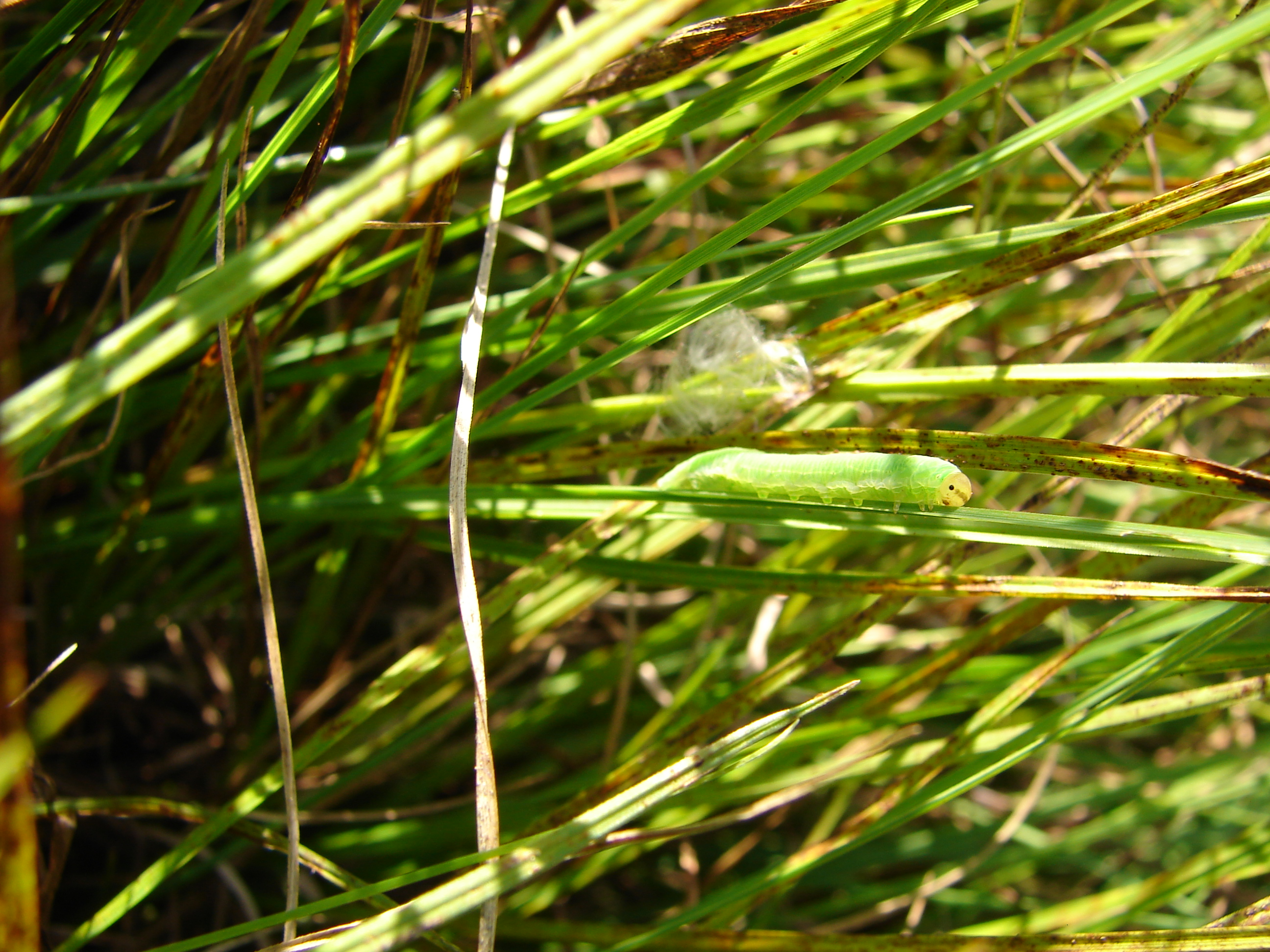
V Lisovech
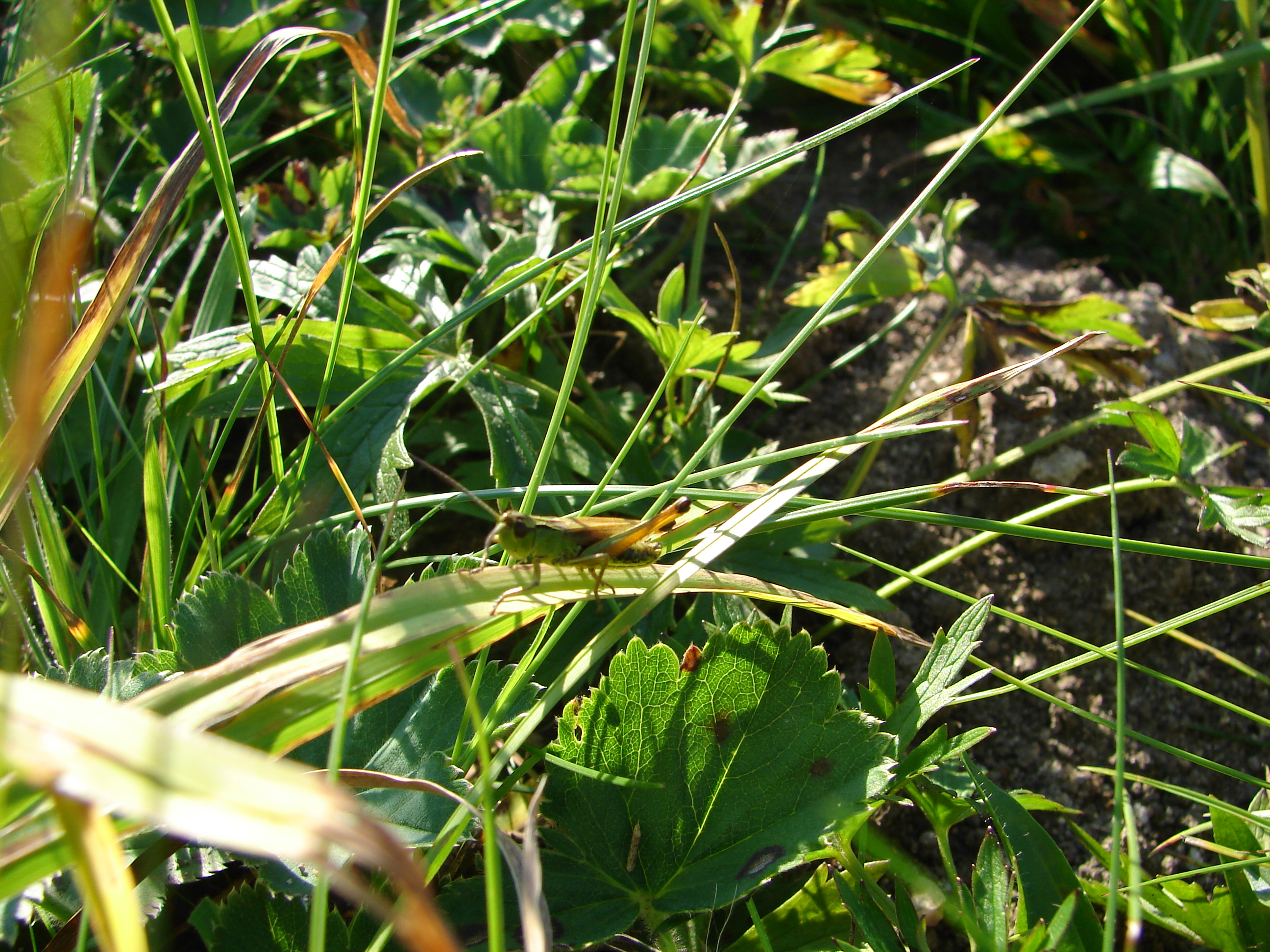
V Lisovech

## Využití
Jak uvádí publikace uvedená v referencích, v roce 1997 bylo zahájeno pravidelné kosení v cenných plochách rašeliništních společenstev, s cílem omezit další šíření terestrické rákosiny a tlumit agresivní druhy bylin.

## Galerie

### Celkový pohled na lokalitu

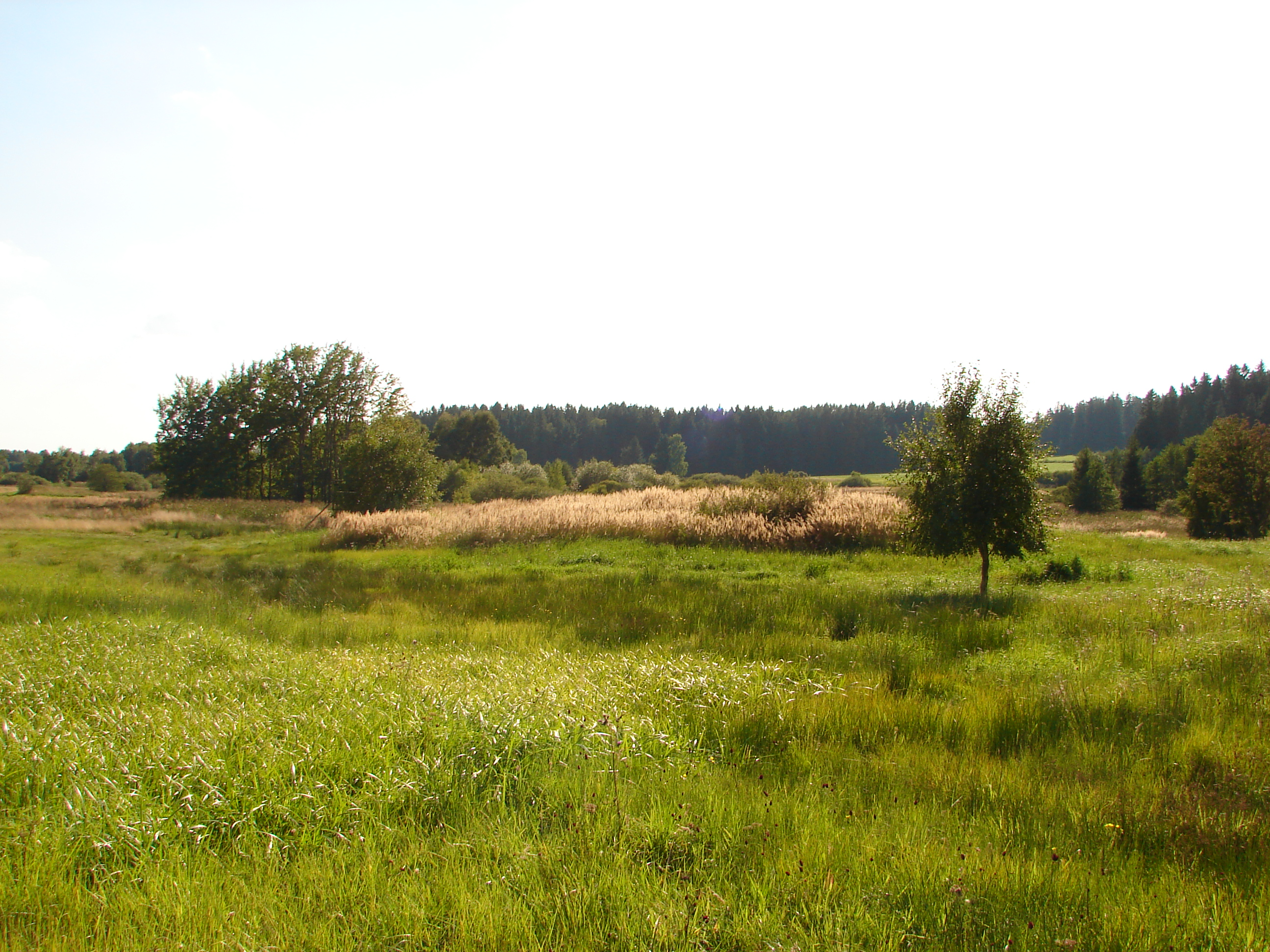
PR V Lisovech 1
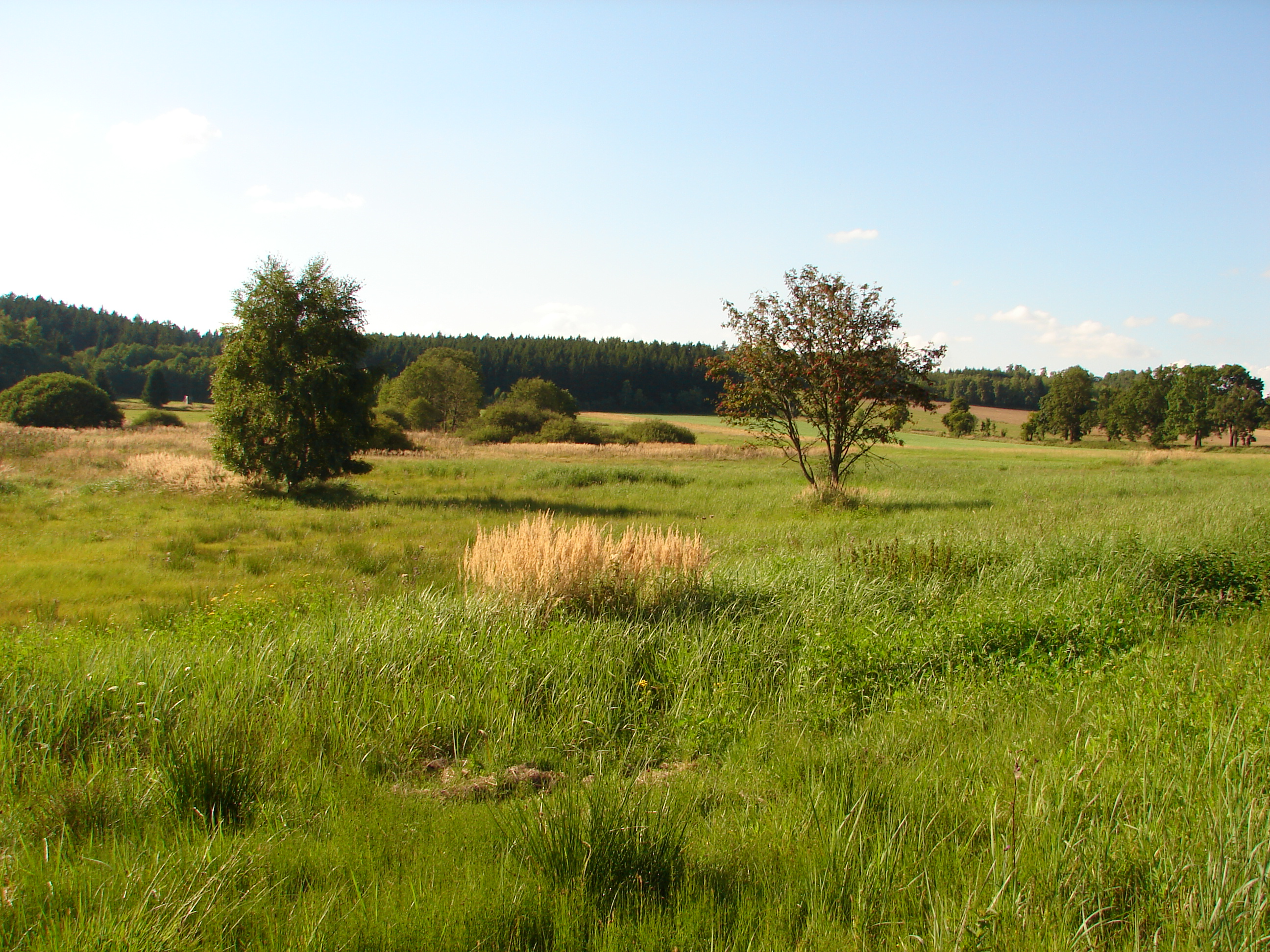
PR V Lisovech 2
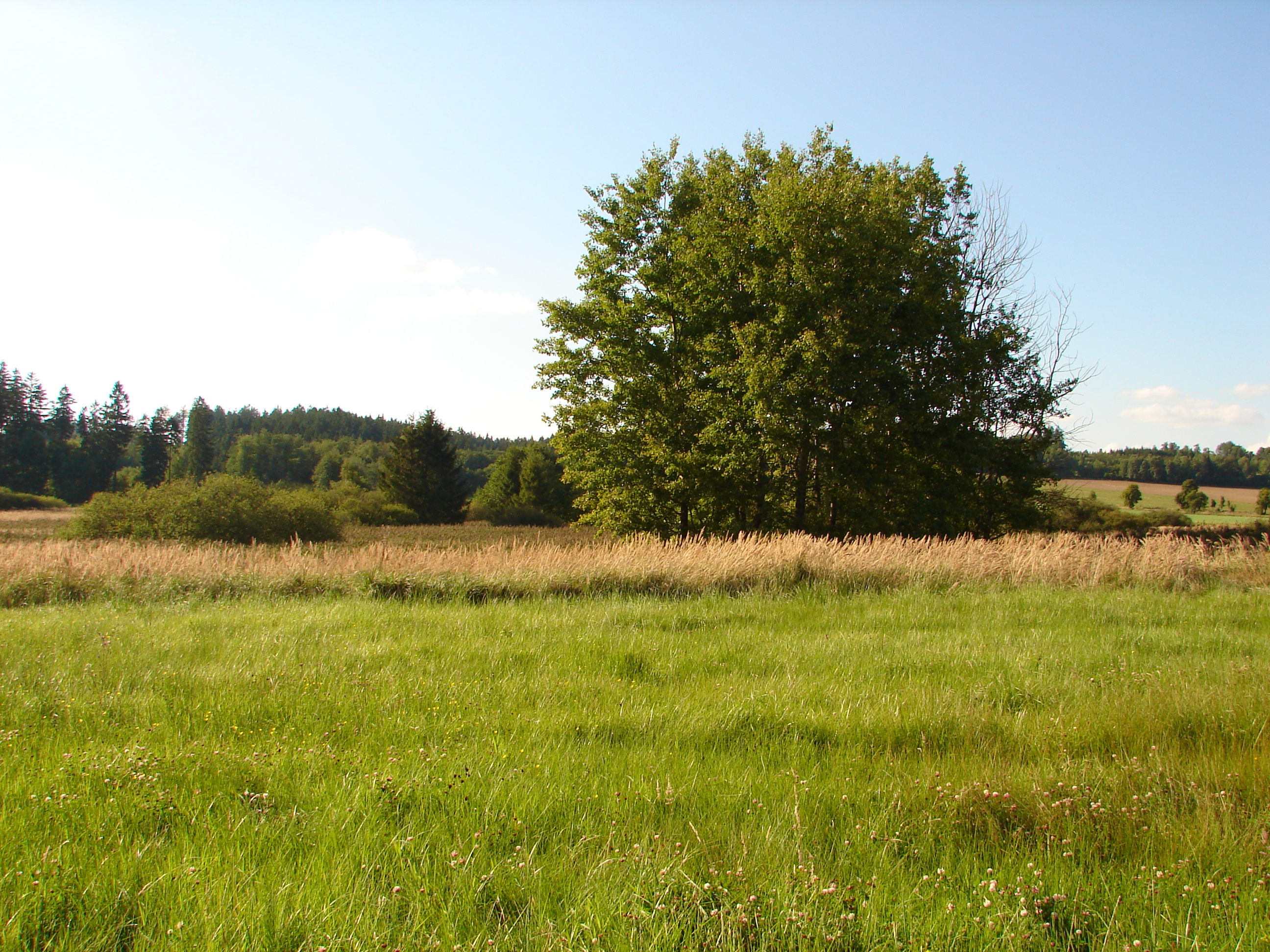
PR V Lisovech 3
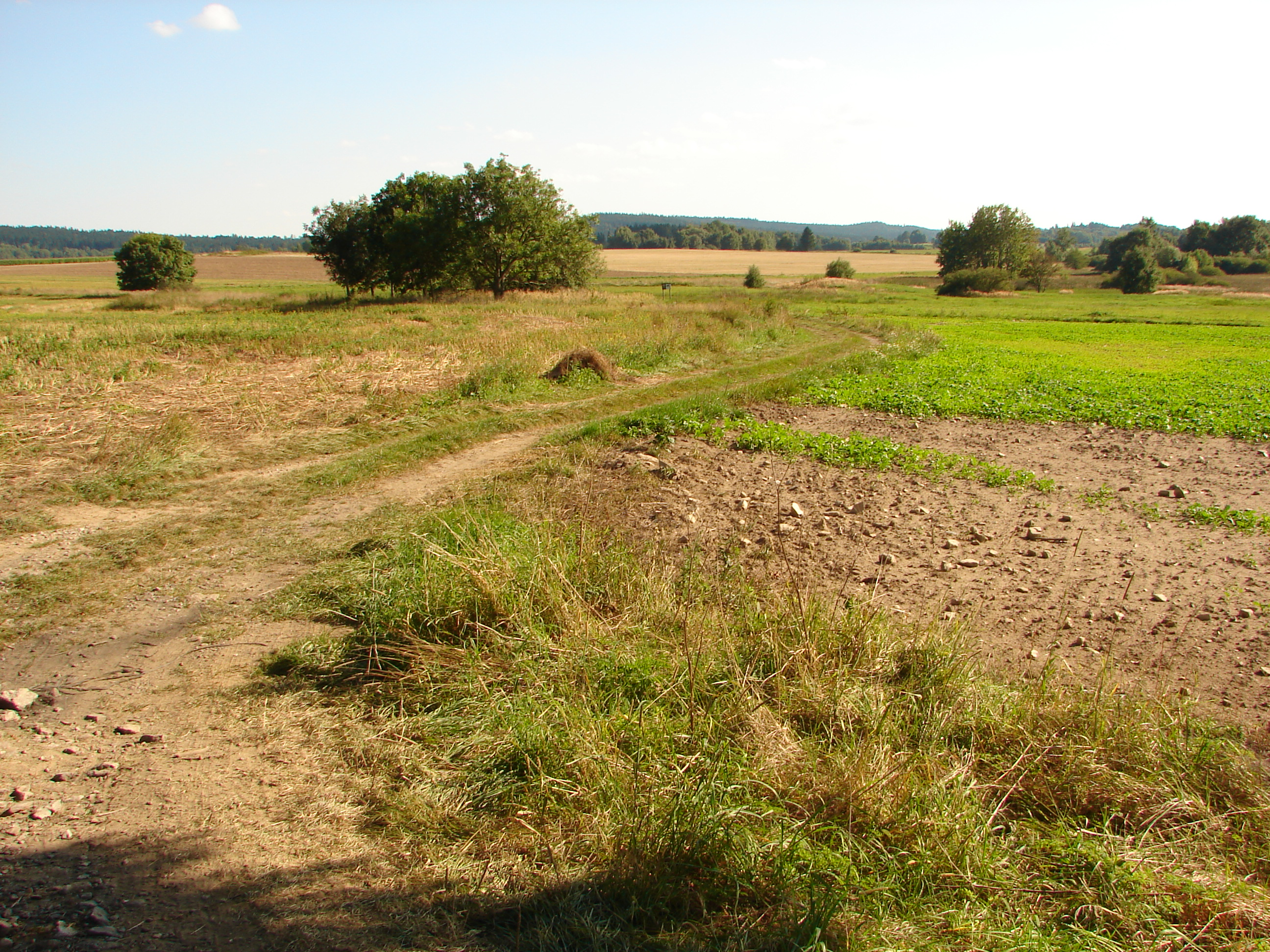
Přístupová cesta k PR V Lisovech